# Кабаев, Леонид Николаевич
Леонид Николаевич Кабаев, (25 сентября 1935, село Михайловское, Запорожской области — 2012) — лауреат Ленинской премии СССР (1970), инженер-геофизик.
Один из первооткрывателей месторождений нефти и газа в Сибири.
Его отец был директором Носовской опытной станции, а Леонид учился в Носовской СШ № 1.
В 1958 году окончил Киевский государственный университет имени Тараса Шевченко.

## Награды
В 1970 году будучи начальником партии Тазовской ГИЭ, удостоен Ленинской премии — за открытие крупных месторождений нефти в Среднем Приобье и ускоренную подготовку промышленных запасов.

## Ссылка
- Мини-выставка памяти Л. М. Кабаева (рус.)

## Источник
- Кабаев Леонид Николаевич // В Фурса. М. Славные имена Носовщины. — 2-е издание, дополненное, переработанное. — Нежин : ООО «Аспект-Полиграф», 2012. — 384 страницы : иллюстрации. ISBN 978-966-340-493-6. Страницы 15, 160—161.